# One Direction
A One Direction (gyakran 1D) egy 2010-ben, Londonban alakult angol-ír pop fiúegyüttes. Tagjai Niall Horan, Louis Tomlinson és Harry Styles, illetve korábban Liam Payne (2024-es haláláig), és Zayn Malik (aki 2015 elején elhagyta az együttest). A The X Factor című műsor hetedik szériájában harmadik helyezést értek el, majd Simon Cowell kiadójával, a Syco Music-kal kötöttek lemezszerződést.
Első kislemezük, a What Makes You Beautiful 2011. szeptember 11-én jelent meg, ezt a Gotta Be You követte november 13-án, majd debütáló albumuk, az Up All Night 2011. november elején. Második albumuk a 2012-es Take Me Home, melyhez Kelly Clarkson és Ed Sheeran is írt dalokat (Little Things). Harmadik albumuk 2013 novemberében jelent meg Midnight Memories címmel; egy évvel később érkezett meg Four című albumuk is. A negyedik lemez megjelenését követő turné után Zayn távozott az együttesből, utána a One Direction négytagúként folytatta tovább karrierjét. 2015. november 13-án jelent meg ötödik lemezük, Made in the A.M.. Minden albumuk első pozíciót ért el az Egyesült Királyságban és az Egyesült Államokban is. A Midnight Memories 2013 legtöbb példányban eladott albuma volt.
Négy turnéjuk volt, amelyből kettő stadionturné volt. A Where We Are turné 2014 legsikeresebb és minden idők 15. legsikeresebb turnéja volt. Az együttes 2016 januárjában bejelentette, hogy 18 hónap szünetet tart.
2020-ig több, mint 70 millió albumot adtak el, amellyel minden idők egyik legsikeresebb fiúbandája lett. Az együttes közel 200 díjat nyert el, többek közt 7 Brit Award-ot, négy MTV Video Music Award-ot és hat American Music Award-ot (2014-ben és 2015-ben az év előadó címet is). 2013-ban 75 millió dollárt kerestek, amivel a második legtöbbet kereső előadók lettek 30 éves kor alatt, a Forbes listája alapján. Ugyanebben az évben megkapták a "Global Recording Artist of the Year" díjat (IFIP). 2014-ben a Billboard Év Előadója lettek.

## Történet

### 2010–2011: Az X Factor
2010-ben Horan, Malik, Styles, Tomlinson és Payne részt vett meghallgatásokon a brit The X Factor hetedik évadában. A sorozat tábor részében nem tudtak továbbjutni a "Fiúk" kategóriában, de visszahozták őket a versenybe egy együttesként és áthelyezték őket a "Csoportok" kategóriába. Nicole Scherzinger és Simon Cowell mindketten azt állították, hogy mindez az ő ötletük volt. 2013-ban Cowell elmondta, hogy "10 percbe telt összerakni őket egy együttesbe." Az együttes két hetet kapott, hogy megismerjék egymást és próbáljanak. Styles ötlete volt a One Direction név. Az első közös daluk a "Torn" akusztikus verziója volt. Cowell azt mondta, hogy ez a teljesítményük győzte meg "magabiztosak voltak, szórakoztatók, mint egy baráti társaság." Az első négy hét után ők voltak Cowell utolsó előadója a versenyben. Gyorsan népszerűek lettek az Egyesült Királyságban.
Harmadikak lettek a versenyben és a döntő után a daluk, a "Forever Young" kiszivárgott az internetre. A dal hivatalosan akkor jelent volna meg, ha megnyerték volna a versenyt. Nem sokkal később bejelentették, hogy az együttes aláírt egy 2 millió fontos szerződést Simon Cowell Syco Records kiadójával. 2011 januárjában kezdtek el dolgozni az első albumukon, Los Angelesben. A One Direction: Forever Young (Our Official X Factor Story) könyvet a HarperCollins februárban adta ki. Ugyanebben a hónapban az együttes és más versenyzők az X Factor-ban részt vettek az X Factor Live turnén. Áprilisban folytatták a munkát az albumon, amelyet Stockholmban, Londonban és Los Angelesben végeztek Carl Falk, Savan Kotecha, Steve Mac, és Rami Yacoub producerekkel.

### 2011–2012:Up All Night
Az együttes első kislemezét, a "What Makes You Beautiful"-t 2011 szeptemberében adták ki, és nemzetközi siker lett. Első helyet ért el a Brit kislemezlistán, miután minden idők legtöbbet előrendelt dala lett a Sony Music Entertainment történetében. A következő két kislemez, a "Gotta Be You" és a "One Thing" is a legjobb tíz helyek egyikén volt a slágerlistán. 2011 novemberében aláírtak egy szerződést a Columbia Records-szal Észak-Amerikában. Steve Barnett, a cég társelnöke elmondta, hogy nem volt nehéz megszerezni az együttest: "Úgy gondoltam, hogy volt egy üresség, amit ők be tudtak volna tömni." Ugyanebben a hónapban, kiadták az Up All Night-ot.  A tinédzser közönségnek vonzónak volt létrehozva és az Egyesült Királyság leggyorsabban elkelő albuma 2011-ben. Decemberben kezdték meg az első turnéjukat az országban, az Up All Night turnét.
2012 februárjában az Egyesült Államokban rádióállomásról rádióállomásra haladtak az országon keresztül és megkezdték az első Észak-amerikai turnéjukat, nyitóegyüttesként a Big Time Rushnak. 16 fellépésük volt, miután befejezték az Up All Night turné első részét. Ugyanebben a hónapban bejelentették, hogy Óceániában is turnézni fognak. Az első megjelenésük amerikai televízióban a The Today Showban volt 15 ezer néző előtt, a Rockefeller Centeren. Februárban még kiadták a "What Makes You Beautiful"-t Észak-Amerikában és 28. helyen debütált a Billboard Hot 100-on, ami a legmagasabb pozíció volt egy brit előadó által 1998 óta. A legmagasabb pozíciója a slágerlistán a dalnak a negyedik hely volt. 2016 júniusáig több, mint 7 millió példányt adtak el az albumból világszerte. Nemzetközileg az Up All Night márciusban jelent meg, amivel a One Direction lett az első brit együttes, akinek a debütáló albuma első helyet ért el az Egyesült Államokban, ezzel szereztek egy Guiness világrekordot. Az album nemzetközi kiadása után 16 országban is a slágerlisták legmagasabb pozícióján végzett. Az Up All Night lett az első album egy fiúegyüttes által, amely elért 500 ezer digitális eladást az Egyesült Államokban és több, mint 3 milliót világszerte. Az év harmadik legtöbbet eladott albuma volt globálisan, 4.5 millió példánnyal. A sikeres albumeladások után bejelentették az Észak-amerikai részét az Up All Night turnénak.
Az Up All Nigh Tour 62 fellépésből állt, amely kereskedelmileg és kritikai szempontból is pozitívan volt fogadva, a jegyeket perceken belül adták el. Megjelent a turnéról egy koncertfilm is, Up All Night: The Live Tour címen 2012 májusában. A DVD 25 országban is első helyen volt a ranglistákon és 2012 augusztusára több, mint egy millió példányt adtak el belőle. Májusban jelent meg az első One Direction könyv, a Dare to Dream: Life as One Direction az Egyesült Államokban. 2012 júniusában Nick Gatfield, a Sony Music Entertainment UK elmondta, hogy azt várja, hogy 2013-ra a One Direction egy 100 millió dolláros biznisz birodalom lesz: "Amit esetleg nem tudnak a One Direction-ről, az az, hogy már egy 50 millió dolláros biznisz, és azt várjuk, hogy ez jövőre meg fog duplázódni." 2012 augusztusában az együttes eladásai túllépték a 8 milliót kislemezekben, 3 milliót albumokban és 1 milliót DVD-ben. A 2012-es londoni nyári olimpia záróünnepségén felléptek és előadták a "What Makes You Beautiful"-t. A 2012-es MTV Video Music Awards legnagyobb győztese a One Direction volt, megnyerve mind a három jelölésüket 2012. szeptember 6-ám. Ezek közt volt a Legjobb új előadó díj is.
2012 áprilisában egy amerikai banda, akiknek ugyanezen a néven működtek, mint a One Direction, beperelték az együttest. Az indokuk erre az volt, hogy ők már 2009 óta használták a nevet, kiadtak két stúdióalbumot és 2011 februárjában kezdték el levédetni a nevet. Az amerikai együttes a brit együttes bevételének a háromszorosát szerette volna kiperelni belőlük és 1 millió dollárnyi kompenzációt. A per szerint a Syco és a Sony Music nem vette figyelembe és megszegte a jogaikat, miután 2011 elején értesültek az azonos nevekről. A Syco Records szintén beperelte az amerikai együttest, azzal az indokkal, hogy a fiúegyüttes volt az első, aki ezt a nevet használta az országban és, hogy az amerikai One Direction csak pénzt akar szerezni a fiúegyüttes sikeréből. A BBC 2012 szeptemberében a brit együttes megnyerte a pert és folytathatták a a név használatát, míg az amerikai csapat megváltoztatta nevét Uncharted Shores-ra. A két együttes egy közös nyilatkozatban jelentette be a névváltoztatásokat és azt, hogy mindkét csoport boldog volt a végkimenetellel.

### 2012–2013:Take Me Home

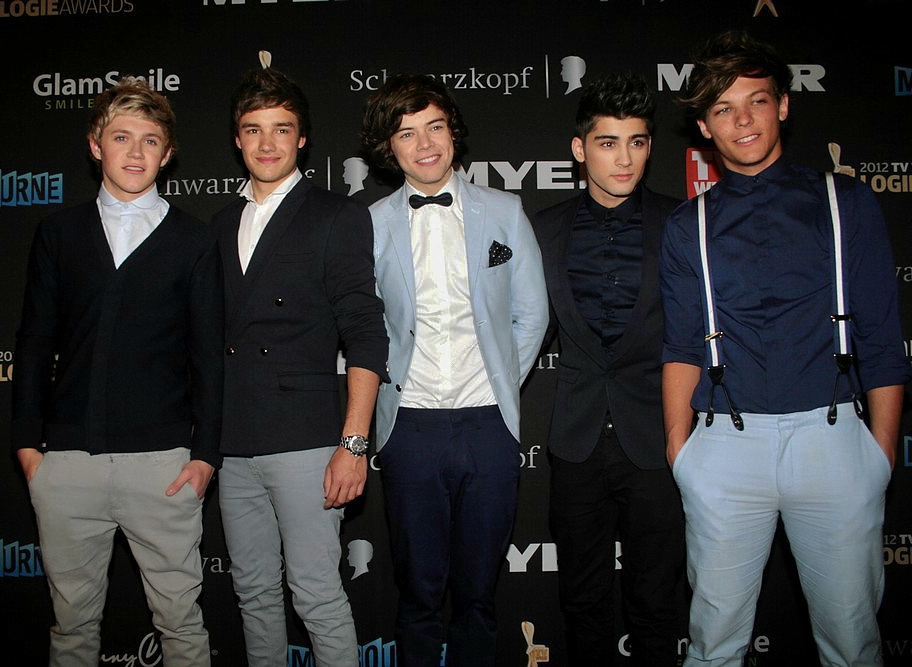
A One Diretcion a 2012-es Logie Awards vörös szőnyegén Melbourneben

2012 szeptemberében kiadták a "Live While We're Young"-ot, amely az első kislemez volt az együttes második albumáról, ami globális sikernek örvendett. Majdnem minden országban, ahol felkerült a slágerlistákra, ott a legjobb tíz pozíció egyikén kapott helyet. Magyarországon a 2. helyig jutott. A legmagasabb első heti eladásokat érte el az Egyesült Államokban egy nem amerikai előadó által. A második kislemez a "Little Things" volt, amellyel az együttes megszerezte a második első helyét az Egyesült Királyságban. 2012 novemberében megjelent a One Direction második stúdióalbuma, a Take Me Home. Nemzetközi sikernek örvendett, 35 országban érte el a legelső helyet a slágerlistákon, Magyarországon a másodikat. Mikor elérték az első helyet a Billboard 200-on, ők lettek az első fiúegyüttes az Egyesült Államok slágerlistáinak történelmében, akiknek két első helyezett albumok volt egy naptári évben és 2008 óta az első együttes, akiknek két első helyezett albuma volt egy naptári évben. A One Direction lett minden idők első együttese, aminek az első két albuma elérte az első helyet a Billboard 200-on. A Take Me Home-ból 540 ezret adtak el az első héten és az első helyen debütált a Billboard 200-on. Mindezek mellett az Up All Night és a Take Me Home a harmadik és negyedik legtöbb példányban eladott albumok voltak 2012-ben, több mint 4.4 millió eladott példánnyal globálisan. Az album és a "Little Things" együtt debütáltak az első helyen az Egyesült Királyságban, amivel a One Direction lett a legfiatalabb előadó a brit történelemben, akinek ez összejött.
A Take Me Home csoportokban volt írva és átlagosan öt dalszövegíró dolgozott egy dalon. Savan Kotecha, Rami Yacoub és Carl Falk, akik komponálták a "What Makes You Beautiful"-t és a "One Thing"-et, hat hónapot töltöttek Stockholmban dalokon dolgozva. 2012 májusában kezdődtek meg a felvételek a stockholmi Kinglet Studios-ban. Az albumborítón az együttes látható egy jellegzetes, vörös brit telefonfülke körül állva. A Take Me Home változatos zenei kritikákat kapott, a produceri munkát méltatták, de nem voltak megelégedve az általános, siettetett stílusával.
A One Direction előadta a "Little Things"-et a 2012-es Royal Variety Performance-on II. Erzsébet királynő jelenlétében és telt ház előtt játszottak a Madison Square Gardenben, decemberben. 2013 februárjában a One Direction kiadott egy feldolgozást a "One Way or Another"-ből (Blondie) és a "Teenage Kicks"-ből (The Undertones), "One Way or Another (Teenage Kicks)" címen, a 2013-as Comic Relief kislemezként. A jótékony cél érdekében a One Direction Ghánába utazott és önkénteskedett egy gyermekkórházban, meglátogattak egy iskolát és adományoztak.
A Take Me Home megjelenése után, a One Direction megkezdte második turnéját, a Take Me Home turnét, 2013 februárjában. A turné 123 fellépésből állt Európában, Észak-Amerikában, Ázsiában és Óceániában. A jegyeladások elértek több, mint 300 ezret egy napon belül az Egyesült Királyságban és Írországban, amelyben benne volt hat teltházas este a O2 Arenában, Londonban. Ausztráliában és Új-Zélandon több, mint 15 millió dolláros bevételt hozott, mind a 190 ezer jegyet eladva a 18 koncertre. Pozitív kritikákat élvezett az együttes a turné alatt, amit főleg az elő énekhangjuk és az előadói hozzáértésük miatt kaptak. Összességében 1.635 millió jegyet adtak el 134 koncertre, amivel 114 millió dollár bevételt generáltak. 2013 februárjáig az Official Charts Company adatai alapján, a One Direction 2.5 millió lemezt adott el az Egyesült Királyságban.

### 2013–2014: aMidnight Memoriesés aThis Is Us
A "Best Song Ever", ami az együttes harmadik stúdióalbumáról, a Midnight Memories-ről volt az első kislemez 2013. július 22-én jelent meg. A dal az eddigi legmagasabb pozíciót elérő kislemezük az Egyesült Államokban, 2. hellyel. Megdöntötte a 24-órás Vevo rekordot YouTube-on, 10.9 millió megtekintéssel (ez volt a második alkalom, hogy ez a rekord az együttesé volt, a "Live While We're Young" után). A One Direction: This Is Us, egy 3D dokumentum-, és koncertfilm, amelyet Morgan Spurlock rendezett 2013 augusztusában jelent meg (producerek: Spurlock, Ben Winston, Adam Milano, Simon Cowell). A film kasszasiker lett, világszerte 60 millió dollár bevételt hozott, amivel a negyedik legsikeresebb koncertfilm lett.

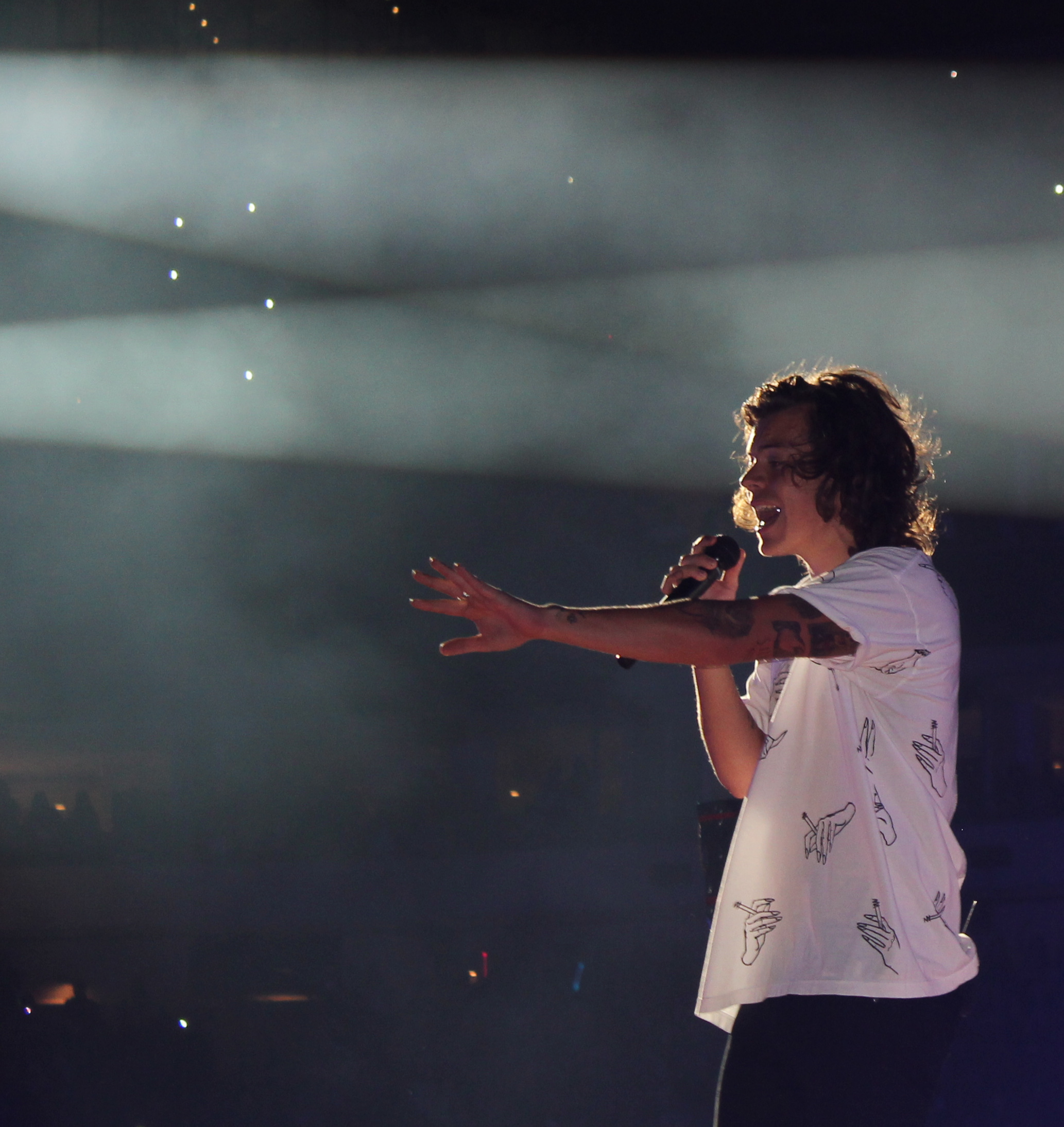
Harry Styles, a Where We Are Tour egyik állomásán

2013. május 16-án , ez együttes bejelentette az első stadionturnéját, a Where We Are Tour-t. A jegyek perceken belül elkeltek, és a rajongói igények miatt hozzáadtak fellépéseket a turnéhoz. 2013 novemberében részt vettek a "1D Day"-en, hogy promotálják az albumot. Ez egy 7 és fél órás YouTube-műsor volt, amiben felléptek és vendégekkel beszélgettek, mint Simon Cowell, Cindy Crawford, Piers Morgan, és Jerry Springer. 2013 októberében kiadták a "Story of My Life"-ot, amely hatodik helyet ért el a Billboard Hot 100-on és másodikat a Brit kislemezlistán, miközben több országban is első helyen végzett, mint Mexikóban, Spanyolországban, Dániában és Írországban.
Nemzetközileg 2013. november 25-én jelent meg a Midnight Memories. Első helyen debütált az Egyesült Királyságban és az Egyesült Államokban, amivel az első együttes lettek, akiknek az első három albuma első helyen debütált a Billboard 200-on. Az album sokkal rockkosabb hangzású volt, mint az előző kettő. Annak ellenére, hogy az év végén jelent meg, 2013 legtöbb példányban eladott albuma lett, 4 milliós eladásokkal. Az együttes fellépett az amerikai és a brit X Factorban is az albummal.
2013 decemberében, a One Direction megdöntött mégegy brit eladási rekordot a This Is Us DVD-vel. Majdnem 270 ezer példányt adtak el belőle az Egyesült Királyságban, a megjelenés utáni első három napban, ezzel 10 ezer példánnyal megelőzve Michael Jackson This Is It-jét. Az együttest 2013-ban a Top Global Artists listájára helyezte az IFIP, a digitális letöltések, albumeladások, streamek és videóklipjeik miatt. 2013-ban minden idők első fiúegyüttese lettek, akik több, mint 1 milliárd dollár bevételt generáltak.
Az együttes 2014 áprilisa és októbere között vett részt a Where We Are Tour-on. 69 fellépésük volt, és átlagosan 49 ezer rajongó tekintette meg ezeket. Több, mint 290 millió dollár bevételt hozott a turné, amivel 2014 legsikeresebb, minden idők legsikeresebbje egy vokális együttes által és minden idők 15. legsikeresebb turnéja lett. A turnén 3.4 millió rajongó vett részt. Augusztusban kiadták a harmadik könyvüket, One Direction: Where We Are: Our Band, Our Story: 100% Official címen.

### 2014–2015:Four
2014. július 21-én a One Direction bejelentette a One Direction: Where We Are – The Concert Film megjelenését, amely a június 28-29-i koncertjeiket dokumentált a San Siro stadionból. A bejelentés után szintén elmondták, hogy a filmnek lesz egy limitált október 10-11-i nemzetközi mozi-kiadása a novemberi megjelenés előtt. Az együttes kiadott egy önéletrajzot is Who We Are címen, szeptemberben.
2014. szeptember 8-án a One Direction bejelentette negyedik albumuk címét, a Four-t, illetve azt, hogy 2014. november 17-én fog megjelenni. A bejelentés részeként a "Fireproof"-ot kiadták 24 órára ingyenes letöltésként. A "Steal My Girl" volt az album első kislemeze és 2014 szeptemberében jelent meg, hangzása hasonlított a klasszikus rockhoz. A második kislemez, a "Night Changes" november 14-én jelent meg, három nappal az album előtt. Platinalemez lett, több mint egymillió eladás után az Egyesült Államokban. A Four november 17-én jelent meg, első helyen a Billboard 200-on és a UK Albums Chart-on. Első helyen debütált több, mint 18 országban, 3.2 millió példányt eladva. 67 országban is első helyen volt iTunes-on. A One Direction lett az első együttes a Billboard 200 történetében, amelynek az első négy stúdióalbuma első helyen debütált. 2015 februárjában kezdődött az együttes stadionturnéja, az On the Road Again Tour, ami 208 millió dollár bevételt hozott, amivel a második legsikeresebb turné lett 2015-ben.

### 2015–napjainkig: Zayn Malik távozása, aMade in the A.M.és a szünet
2015. március 25-én az együttes kiadott egy közleményt Zayn Malik távozásáról. Az együttes első megjelenése Malik nélkül a The Late Late Show with James Corden-ben volt, május 14-én, ahol bejelentették, hogy folytatni fogják a munkát egy új, ötödik tag nélkül. Az On The Road Again turnénak október 31-én lett vége, 80 fellépés után Ausztráliában, Ázsiában, Afrikában, Európában és Észak-Amerikában. A turné 208 millió dollár bevételt hozott, 2.3 millió jegyeladás után.

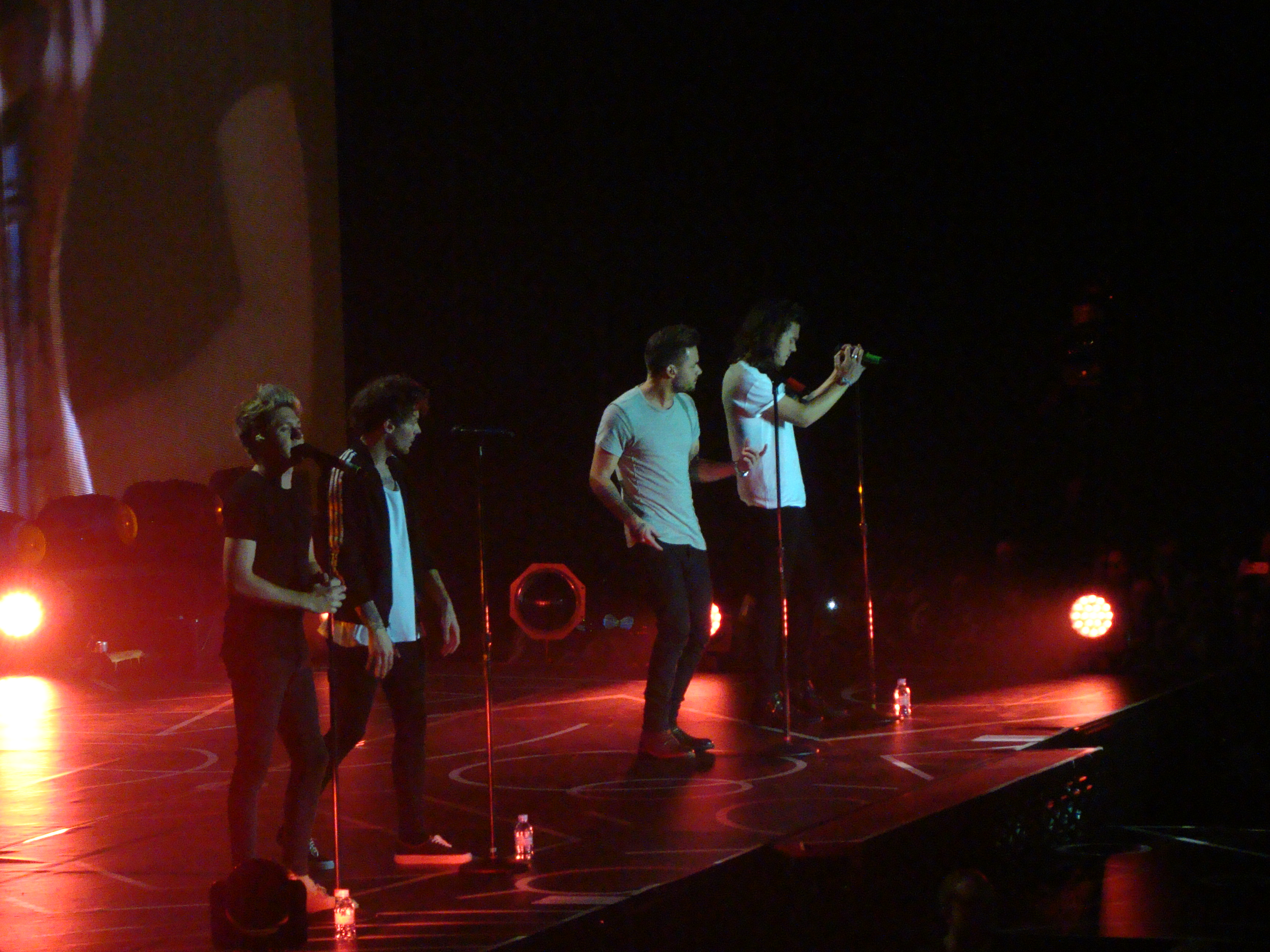
A One Direction, Zayn Malik távozása után

2015. július 31-én az együttes kiadta a "Drag Me Down"-t bejelentés nélkül. Ennek ellenére több országban is első helyen végzett, mint Franciaországban és Ausztráliában. Első lett az Egyesült Királyságban és harmadik az Egyesült Államokban. A kislemez az első volt az ötödik albumukról, a Made in the A.M.-ről és az első daluk Malik távozása után. A kiadás után bejelentették, hogy az együttes 2016-tól szünetet tart. Szeptember 22-én bejelentették az ötödik album, a Made in the A.M. címét az "Infinity" kiadása mellett. A csoport Snapchat történeteken keresztül kezdte el bejelentgetni a számlistát. Októberben a "Perfect" című kislemez is megjelent. Elért e a Billboard legjobb tíz helyét, amivel sorozatban a második legjobb öt helyezést elérő dala lett, amivel megdöntötte a The Beatles rekordját a legtöbb Hot 100-os debütálásért.
A Made in the A.M. november 13-án jelent meg, a UK Albums Chart tetején debütálva, és második helyet ért el az Egyesült Államokban. 2015 hatodik legsikeresebb albuma lett. A 2015-ös American Music Awards-on sorozatban két évben elnyerték "Az Év Előadója" díjat. Louis Tomlinson később bejelentette, hogy a szünet nagyjából 18 hónapig fog tartani, de az együttes a mai napig nem jelentette be, mikor fognak újra összeállni. December 13-án felléptek a The X Factor döntőjében. Az utolsó megjelenésük televízióban 2015. december 31-én volt, a Dick Clark's New Year's Rockin' Eve-ben.
2016. január 13-án a Us Weekly kiadott egy riportot arról, hogy az együttes véglegesen vált szét, az író forrása szerint egyik tag se hosszabbította meg szerződését az On The Road Again Tour után, 2015 októberében. Az együttes képviselői ezt tagadták egy Billboard-nak közölt közleményben "semmi sem változott a hiátus terveiben, és mindent az együttes tagjai fognak megosztani." 2017 májusára az együttes összes tagja adott ki szóló kislemezeket. Annak ellenére, hogy a hiátust 18 hónapra tervezték, az együttes még mindig nem formálódott újra. Mindegyik tag, Malik-on kívül megerősítette, hogy vissza fognak térni. Payne szerint 2020 utánra várható az, miután mindenki befejezte a turnéját. Ezóta minden tag külön projekteken dolgozik.
A 2017-es Brit Awards-on elnyerték az "Év Videóklipje" díjat a "History"-ért. Payne fogadta el a díjat az együttes nevében. 2018 februárjában a közvélemény tudomására jutott, hogy az együttes felszámolta a turné-cégét.
Ten Years of One Direction
2020. július 22-én a One Direction Twitteren, Instagramon és YouTube-on is posztolt egy képet a "10 év One Direction" és a "Holnap! You and me got a whole lot a history #10YearsOf1D" (utalás a "History" című dalukra) feliratokkal, a július 23-i tizedik évfordulójuk alkalmából. A #10YearsofOneDirection trend első volt Twitteren.
Július 23-án az együttes bejelentett egy új weboldalt, a 10yearsod1d.com-ot, ahol a rajongók újraélhették az együttes legjobb pillanatait, de az oldal összeomlott a nagy rajongói igény miatt. Payne, Horan, Tomlinson és Styles mind posztoltak a saját oldalaikra, megköszönve rajongóiknak és mind az öt tagnak a támogatásért az elmúlt 10 évben.
16:00-kor (UTC+01:00) premiertek egy közel 5 perces videót 10 Years of One Direction címmel. Ezután kiadtak egy 10 éves évfordulói időbeosztást július 23. és 28. között, ahol videóklipek és koncertfelvételek jelentek meg minden nap.
Liam Payne halála
2024. október 16-án Liam Payne meghalt, miután kiesett egy Buenos Aires-i hotel harmadik emeleti erkélyéről.

## Egyéb vállalkozások

### Támogatások, szponzorációk
2011-ben a One Direction lett az arca a Pokémon Balck and White-nak, szerepelve több hirdetésben is. Része volt a Pokémon ötödik generációs RPG játékainak. Szintén részesei voltak a Nokia C3 és a Nokia C2-02 piacra dobásának.
2012-ben együttműködtek a Colgate-tel a One Direction Colgate MaxFresh, a One Direction Colgate MaxFresh Manual fogkeféken és a One Direction Colgate MaxFresh fogkrémen. Az együttes aláírt a Pepsivel egy multi-millió dolláros szerződésben. Közreműködtek a Shazammal és készültek róluk minifigurák, a Hasbro által készítve. 2012 októberében dolgoztak a filippínó Penshoppe márkával.
2013-ban a One Direction saját márkás boltokat jelentett be világszerte, többek közt Brisbaneben, Torontóban, Chicagóban, Tokióban és Stockholmban. A Nabsico lett az Észak-amerikai turnéjuk szponzora. A Toyota VIOS arcai lettek és együttműködtek a Harrods-dzal egy parfümmárka, az 'Our Moment' elindításában. 2013 augusztusában jelent meg hozzá egy hirdetés, a "My Favourite Things" dallal. A karácsonyi időszak legsikeresebb parfümje volt. 2014-ben kiadták a másodikat 'That Moment' névvel. Ezt egy azonos nevű tusfürdővel és testápolóval. A hirdetésben ezúttal a "You & I" címet kapta, a 2014-es dal után.
2015-ben ismételten hirdették a Toyota Vios-t, amely hirdetés Thaiföldön játszották. A Coca-Cola Mexico interjúkat készített a One Directionnel, hirdetésekkel együtt, amelyben a tagok megmutatták mit is jelent az Igaz Barátság. A negyedik parfümük is megjelent, a 'Between Us'  a londoni The Sandersonban. Megjelentek egy Honda Civic reklámban, ami alatt a "Drag Me Down" kislemezük hallatszott. A 2015-ös turnéjukat is a Honda szponzorálta.

### Filantropizmus
2011-ben felléptek a BBC Childern in Need 2011 jótékonysági TV-műsorában. 2012-ben folytatták a segítségüket a Children in Need-ben. Előadták a "Live While We're Young"-ot. Azt mondták nagyon nagy élmény volt részt venni benne, mert minden évben nézték, mikor gyerekek voltak.
2012 szeptemberében Horan szervezett egy eseményt az ír Autism Action és a Temporary Emergency Accommodation Mullingar jótékony szervezeteknek. Annyira sokan akartak jegyet venni, hogy a jegyeladói oldal összeomlott.
2013 februárjában kiadták a "One Way or Another (Teenage Kicks)"-et Comic Relief kislemezként. Az ITV Santa jótékonysági kampányában forgattak egy videót, amelyben 2 font adakozásra kérték rajongóikat. Az együttes gyakran jótékonykodott, mint a 2011-es Pride of Britain Awards-on, ahol a 13 éves Danielle Bailey-nek adták a Child of Courage díjat. 2014-ben felléptek a Royal Variety Performance-on, Vilmos herceg előtt a londoni Palladiumban.
2013-ban Liam Payne és Harry Styles együttműködött a Trekstockkal, egy a rák megbetegedéssel foglalkozó jótékonysági szervezettel. A páros felajánlotta egy rajongónak és egy barátnak, hogy nyerjen egy délutánt velük adományokért cserében a "#HangwithLiam&Harry" kampány részeként. Eredetileg 500 ezer dollárt akartak összegyűjteni, de 784,984 dollárig jutottak. 2013-ban a One Direction lett a legjótékonyabb előadó az évben Taylor Swift mögött. Májusban bejelentettek egy közreműködést az Office Depot-val iskolai ellátmányokban. Szintén elmondták, hogy a bevételek egy része anti-bullying kampányoknak fog menni.
2014-ben a One Direction 600 ezer fontot adományozott a Stand up to Cancer kampánynak a Where We Are Tour bevételeiből. November 15-én az együttes csatlakozott a Band Aid 30-hoz és felvették a "Do They Know It's Christmas?"-t Notting Hillben, Londonban, hogy pénzt gyűjtsenek a 2014-es ebola krízisnek.
2015-ben a One Direction elindította az "Action 1D"-t, hogy felhívják a figyelmet globális problémákat. A céljai a szegénység, egyenlőtlenség legyőzése és a klímaváltozás lelassítása., milliónyi rajongóik segítségével.

## Tagok

### Harry Edward Styles

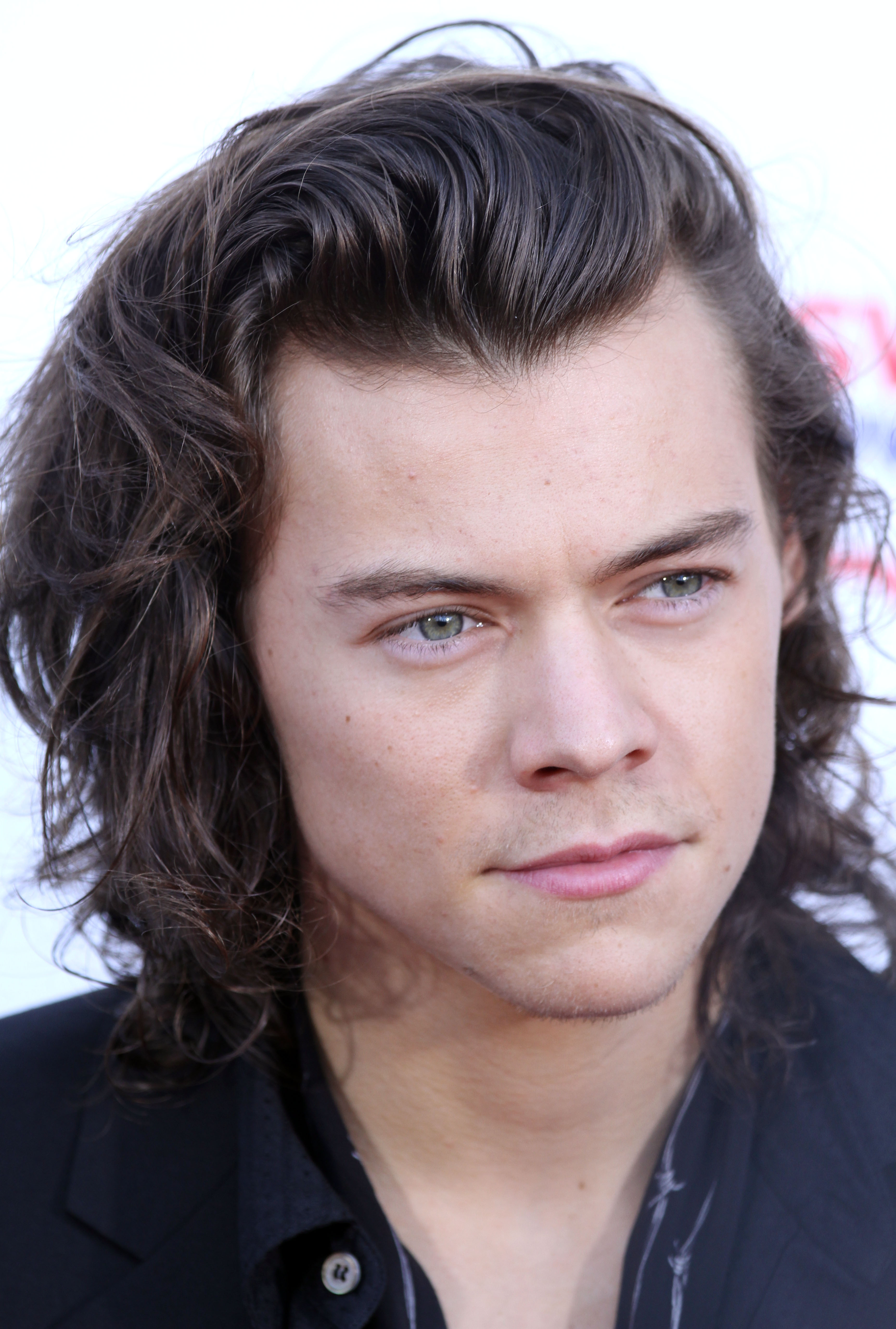
Harry Styles

1994. február 1-jén született Redditchben, de már fiatalon Holmes Chapel-be költözött családjával. Szülei 7 éves korában elváltak, édesanyja, Anne Cox pedig később összeházasodott Robin Twisttel, amely házasságból Harrynek két mostohatestvére van. Harry a One Direction előtt játszott még egy együttesben, a White Eskimo-ban. Egy nővére van, Gemma Styles. Az X-Faktor hetedik szériájában fedezték fel (16 évesen), ahol egyéni énekesként indult (az "Isn't She Lovely" című dalt énekelte Steve Wonder-től). A One Direction név ötlete tőle származik. Harry a zenekar legfiatalabb tagja. Az együttes szünetelése alatt, a 2017 nyarán kiadott Dunkirk című filmben debütált színészként. 2017-ben kiadta első stúdióalbumát a Harry Styles-t, amellyel elérte első sikereit szólóelőadóként. 2019-ben megjelent második szólóalbuma a Fine Line és bejelentette 2020-as turnéját is, a Love on Tour-t, ahol többek között Budapestre is ellátogatott volna. Ezt később el kellett halasztania a COVID-19 járvány miatt.

### Louis William Tomlinson

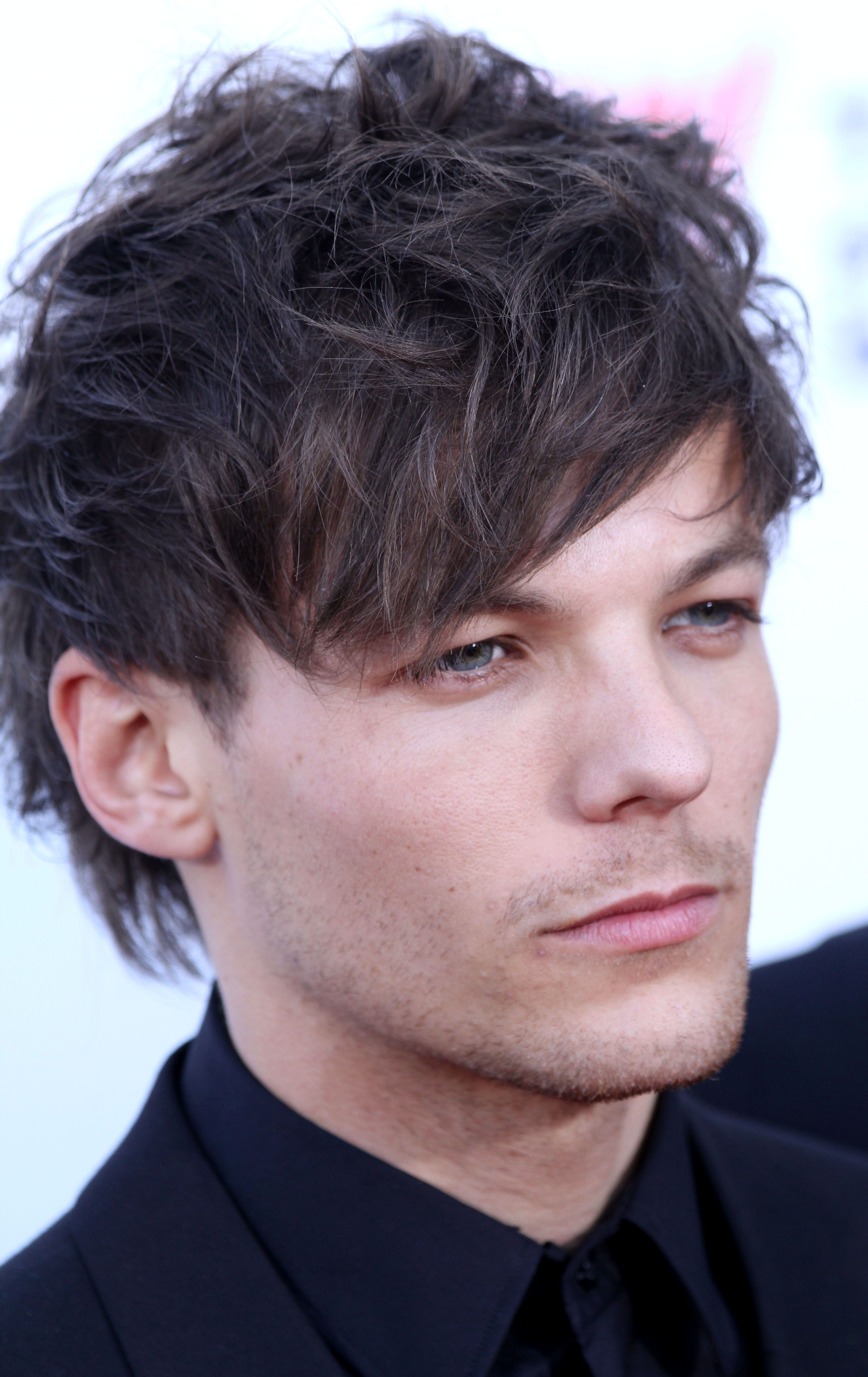
Louis Tomlinson

1991. december 24-én született Doncasterben, Johanna Deakin és Troy Austin gyermekeként. Hat féltestvére van anyja oldaláról: Lottie (1998-), Felicité (2000-2019), ikrek Phoebe és Daisy (2003-), illetve egy ikerpár anyja előző házasságából Ernest és Doris (2014-). Apja oldaláról egy féltestvére van, Georgia. Ő a zenekar legidősebb tagja. 2015-ben született közös kisfia, Briana Jungworth-tel, Freddie Tomlinson. Szintén hosszú távon kapcsolatban volt Eleanor Calder-rel. Édesanyja 2016 decemberében hunyt el rákban, neki ajánlotta a Two of Us című számát és a Just Hold On-t. Három évvel édesanyja halála után elvesztette testvérét, Felicitét is egy véletlen túladagolás után. 2020-ban kiadta első stúdióalbumát, a Walls-t.

### Liam James Payne

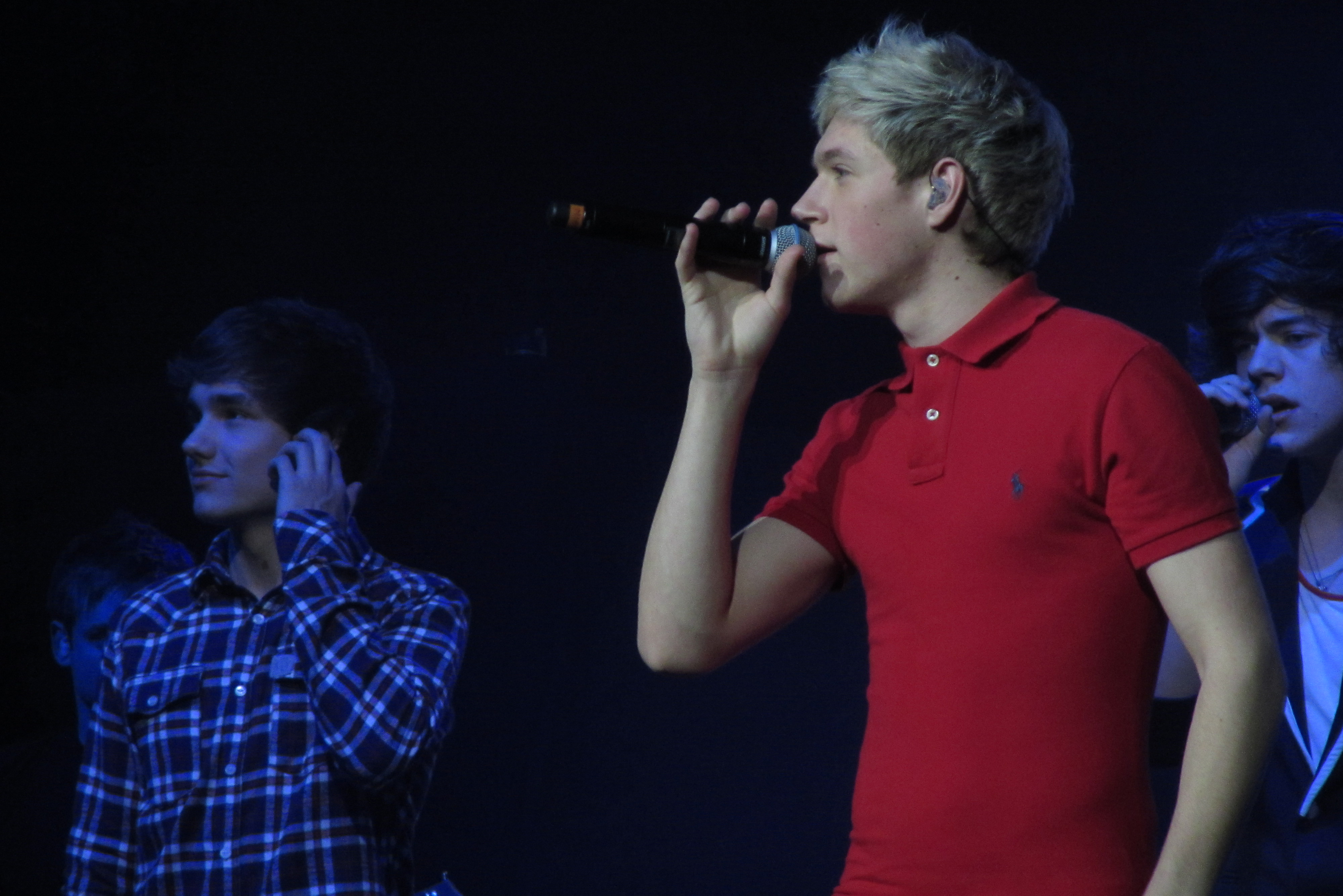
Liam Payne (balra) és Niall Horan (jobbra)

1993. augusztus 29-én született Wolverhamptonban, Karen és Geoff Payne gyermekeként. Koraszülött volt, négyéves koráig kórházi vizsgálatokra kellett járnia, sok vesebetegségben szenvedett. Liamnek két nővére van, Ruth és Nicola. Liam először 2008-ban jelentkezett a brit tehetségkutatóba, a The X Factorba, ahol egészen a mentorházig jutott, ám Simon Cowell úgy gondolta, a fiú még nem áll készen, és arra kérte, hogy két év múlva térjen vissza. 2010-ben Liam újra megpróbálkozott és a One Directonnel a fináléig jutott. A zsűri egykori tagjával, Cheryl Cole-lal 2018 júliusáig voltak kapcsolatban. Született egy közös gyermekük, Bear Grey Payne. 2019 decemberében jelentette meg LP1 című első stúdióalbumát. 2024-ben meghalt, miután kiesett egy hotel harmadik emeletéről.

### Niall James Horan
1993. szeptember 13-án született Mullingarban (Írország), Maura és Bobby Horan gyermekeként. Egy testvére van, Greg Horan. Az együttes szünetelése alatt aláírt egy szerződést a Capital Records-szal, és 2016. szeptember 29-én ki is adta első önálló kislemezét, a "This Town"-t. 2017. októberében kiadta első stúdió albumát a Flicker-t. Az albumnak nagy sikere lett, ezért 2018-ban a Flicker World Tour keretei között turnézni kezdett. 2020. március 13-án megjelent a Heartbreak Weather című stúdióalbuma.

## Diszkográfia

### Albumok
| Cím               | Album részletei                                         | Legmagasabb helyezés | Legmagasabb helyezés | Legmagasabb helyezés | Legmagasabb helyezés | Legmagasabb helyezés | Legmagasabb helyezés | Legmagasabb helyezés | Legmagasabb helyezés | Minősítés |
| Cím               | Album részletei                                         | UK                   | BEL(Vl)              | BEL(Wa)              | IRE                  | NL                   | NZ                   | US                   | SWE                  | Minősítés |
| ----------------- | ------------------------------------------------------- | -------------------- | -------------------- | -------------------- | -------------------- | -------------------- | -------------------- | -------------------- | -------------------- | --- |
| Up All Night      | - Megjelent: 2011. november 18. - Kiadó: Syco, Columbia | 2                    | 7                    | 5                    | 3                    | 7                    | 1                    | 1                    | 1                    | - BPI: 3× Platina - ARIA: 5× Platina - FIMI: 2x Platina - GLF: Platina - IRMA: 3× Platina - MC: 3× Platina - RIAA: 3× Platina - RMNZ: 3× Platina                    |
| Take Me Home      | - Megjelent: 2012. november 9. - Kiadó: Syco, Columbia  | 1                    | 1                    | 1                    | 1                    | 1                    | 1                    | 1                    | 1                    | - BPI: 3× Platina - ARIA: 3× Platina - FIMI: 2× Platina - GLF: 2× Platina - IRMA: 3× Platina - MC: 3× Platina - NVPI: Platina - RIAA: 3× Platina - RMNZ: 2× Platina |
| Midnight Memories | - Megjelent: 2013. november 25. - Kiadó: Syco, Columbia | 1                    | 1                    | 1                    | 1                    | 2                    | 2                    | 1                    | 1                    | - BPI: 3× Platina - ARIA: 2× Platina - GLF: 2× Platina - FIMI: 3x Platina - IRMA: 3× Platina - MC: 2× Platina - RIAA: 3× Platina - RMNZ: Platina                    |
| Four              | - Megjelent: 2014. november 17. - Kiadó: Syco, Columbia | 1                    | 1                    | 1                    | 1                    | 1                    | 1                    | 1                    | 1                    | - BPI: 2× Platina - ARIA: 2× Platina - GLF: Platina - FIMI: 2x Platina - MC: Platina - RIAA: Platina - RMNZ: Platina                                                |
| Made in the A.M.  | - Megjelent: 2015. november 13. - Kiadó: Syco, Columbia | 1                    | 1                    | 1                    | 1                    | 3                    | 2                    | 2                    | 2                    | - BPI: Platina - ARIA: Platina - FIMI: Platina - GLF: Arany - MC: Platina - RIAA: 2× Platina - RMNZ: Arany                                                          |

### Kislemezek
| Cím                                | Év   | Legmagasabb helyezés | Legmagasabb helyezés | Legmagasabb helyezés | Legmagasabb helyezés | Legmagasabb helyezés | Legmagasabb helyezés | Legmagasabb helyezés | Minősítés | Album             |
| Cím                                | Év   | UK                   | AUS                  | BEL(Vl)              | IRE                  | NL                   | NZ                   | US                   | Minősítés | Album             |
| ---------------------------------- | ---- | -------------------- | -------------------- | -------------------- | -------------------- | -------------------- | -------------------- | -------------------- | --- | ----------------- |
| What Makes You Beautiful           | 2011 | 1                    | 7                    | 8                    | 1                    | 76                   | 2                    | 4                    | - UK: 3x Platina - ARIA: 10× Platina - BEA: Arany - FIMI: Platina - GLF: 4× Platina - MC: 8× Platina - RIAA: 4× Platina - RMNZ: 2× Platina | Up All Night      |
| Gotta Be You                       | 2011 | 3                    | —                    | —                    | 3                    | —                    | —                    | -                    | | Up All Night      |
| One Thing                          | 2012 | 9                    | 3                    | 37                   | 6                    | 72                   | 16                   | 39                   | - BPI: Ezüst - ARIA: 5× Platina - FIMI: Arany - MC: 3× Platina - RIAA: Platina - RMNZ: Arany                                               | Up All Night      |
| More Than This                     | 2012 | 86                   | 49                   | —                    | 39                   | —                    | —                    | -                    | - ARIA: Platina | Up All Night      |
| Live While We're Young             | 2012 | 3                    | 2                    | 7                    | 1                    | 3                    | 1                    | 3                    | - BPI: Arany - ARIA: 3× Platina - FIMI: Arany - GLF: Platina - MC: 2× Platina - RIAA: Platina - RMNZ: Platina                              | Take Me Home      |
| Little Things                      | 2012 | 1                    | 9                    | 30                   | 2                    | —                    | 2                    | 33                   | - BPI: Platina - ARIA: 4× Platina - GLF: Platina - MC: 2× Platina - RIAA: Platina - RMNZ: Arany                                            | Take Me Home      |
| Kiss You                           | 2013 | 9                    | 13                   | 33                   | 7                    | 15                   | 13                   | 46                   | - BPI: Arany - ARIA: 2× Platina - GLF: Platina - MC: 2× Platina - RIAA: Arany - RMNZ: Arany                                                | Take Me Home      |
| One Way or Another (Teenage Kicks) | 2013 | 1                    | 4                    | 12                   | 1                    | 1                    | 3                    | 13                   | - BPI: Arany - ARIA: 2× Platina - BEA: Arany - FIMI: Arany - GLF: Arany - MC: Platina - RIAA: Arany - RMNZ: Arany                          | —                 |
| Best Song Ever                     | 2013 | 2                    | 3                    | 12                   | 2                    | 5                    | 3                    | 2                    | - BPI: Platina - ARIA: 3× Platina - FIMI: Arany - GLF: Arany - MC: 2× Platina - RIAA: Platina - RMNZ: Arany                                | Midnight Memories |
| Story of My Life                   | 2013 | 2                    | 3                    | 3                    | 1                    | 3                    | 1                    | 6                    | - BPI: Platina - ARIA: 4× Platina - FIMI: Platina - GLF: Arany - MC: 4× Platina - RIAA: 3× Platina - RMNZ: Platina                         | Midnight Memories |
| Midnight Memories                  | 2014 | 39                   | 45                   | 4                    | 3                    | 5                    | 3                    | 12                   | - BPI: Ezüst - ARIA: Arany | Midnight Memories |
| You & I                            | 2014 | 19                   | 23                   | 17                   | 7                    | 32                   | 22                   | 68                   | - BPI: Ezüst - ARIA: Platina - FIMI: Arany                                                                                                 | Midnight Memories |
| Steal My Girl                      | 2014 | 3                    | 9                    | 15                   | 3                    | 31                   | 9                    | 13                   | - BPI: Platina - ARIA: 3× Platina - FIMI: Arany - MC: Platina - RMNZ: Arany - RIAA: Arany                                                  | Four              |
| Night Changes                      | 2014 | 7                    | 33                   | -                    | 13                   | 76                   | 11                   | 31                   | - BPI: Platina - ARIA: 2× Platina - FIMI: Arany - MC: Platina - RMNZ: Arany - RIAA: Platina                                                | Four              |
| Drag Me Down                       | 2015 | 1                    | 1                    | 5                    | 1                    | 5                    | 1                    | 3                    | - BPI: Platina - ARIA: 5× Platina - FIMI: 2x Platina - GLF: Platina - MC: 3× Platina - RMNZ: Arany                                         | Made in the A.M.  |
| Perfect                            | 2015 | 2                    | 4                    | 9                    | 1                    | 28                   | 7                    | 10                   | - BPI: Platina - ARIA: 3× Platina - FIMI: Platina - MC: 2× Platina - RMNZ: Platina                                                         | Made in the A.M.  |
| History                            | 2015 | 6                    | 25                   | 44                   | 8                    | 72                   | 14                   | 65                   | - BPI: Platina - ARIA: 2× Platina - FIMI: Arany - MC: Arany - RMNZ: Platina                                                                | Made in the A.M.  |

## Filmográfia
| Év        | Cím                                            | Szerep  | Jegyzet                                   |
| --------- | ---------------------------------------------- | ------- | ----------------------------------------- |
| 2010      | The X Factor                                   | Önmaguk | 7. évad                                   |
| 2012      | iCarly                                         | Önmaguk | A "One Direction" epizódban               |
| 2012      | Up All Night: The Live Tour                    | Önmaguk | Videóalbum                                |
| 2012–2014 | Saturday Night Live                            | Önmaguk | Zenei vendégek (S37 E18, S39 E8, S40 E10) |
| 2013      | One Direction: This Is Us                      | Önmaguk | Dokumentum-, és koncertfilm               |
| 2014      | One Direction: Where We Are – The Concert Film | Önmaguk | Koncertfilm                               |

## Turnék

### Headliner
- Up All Night Tour (2011–12)
- Take Me Home Tour (2013)
- Where We Are Tour (2014)
- On The Road Again Tour (2015)

### Nyitózenekarként
- X Factor Tour 2011 (2011)[174]
- Better with U Tour (Big Time Rush) (2012)[175]

## Az X Factor-ban elénekelt számok címe
- Coldplay – Viva La Vida
- Kelly Clarkson – My Life Would Suck Without You
- Pink – Nobody Knows
- Bonnie Tyler – Total Eclipse Of The Heart
- Kim Wilde – Kids in America
- Elton John – Something About The Way You Look Tonight
- The Beatles – All You Need Is Love
- Bryan Adams – Summer Of '69
- Joe Cocker – You Are So Beautiful
- Rihanna – Only Girl (In The World)
- Snow Patrol – Chasing Cars
- Elton John – Your Song
- Robbie Williams – She's The One
- Natalie Imbruglia – Torn

## Blogok
A fiúk híressé válásával egyre több tinilánynak fordult meg a fejében, hogy történetet írjon kedvencével. Világszerte egyre több és több fanfiction látta meg a napvilágot, melyeket többnyire Wattpadon és Tumblr-ön rögzítenek. Egyik leghíresebb fikció egy wattpadon közzétett sztori, más néven After, melyből könyv és film is készült.

## Fordítás
Ez a szócikk részben vagy egészben  az   One Direction című angol Wikipédia-szócikk fordításán alapul.  Az eredeti cikk szerkesztőit annak laptörténete sorolja fel. Ez a jelzés csupán a megfogalmazás eredetét és a szerzői jogokat jelzi, nem szolgál a cikkben szereplő információk forrásmegjelöléseként.